# Theodora II av Tusculum
Theodora II av Tusculum, (även Theodora den yngre) född 897, död omkring 950) var en senator (senatrix) i tidigmedeltidens Rom.

## Biografi
Theodora var en dotter till greve Theofylakt I av Tusculum från den Tusculanska familjen, och Theodora I den äldre. Hennes äldre syster var Marozia, som effektivt styrde Rom fram till omkring 932, efter hennes fars död (924/25). 
Theodora II gifte sig med den påvlige vestararius (ekonomisk administratör) Johannes Crescentius från familjen Crescentier. Romaren Patricius Crescentius de Theodora (död 984 som munk), och kanske även påven Johannes XIII kom från detta äktenskap. 
Liutprand av Cremona tillskriver Theodora ett utomäktenskapligt förhållande med påven Johannes X, och uppgav att hon främjade hans upphöjelse till påvestolen.  Den här historien kan dock vara en analogi till liknande berättelser som cirkulerade om hennes syster Marozia.